# Ureche muzicală
Auzul absolut este abilitatea unei persoane de a identifica sau reproduce o notă muzicală dată, fără ajutorul unei referințe exterioare.